# SMS Friedrich Carl (1867)
Friedrich Carl var et af de tre store panserskibe, der blev bestilt af Preussen til den flåde, der skulle beskytte kysterne i det nyoprettede nordtyske forbund. Forbundet havde ikke selv værftskapacitet og ekspertise til at bygge panserfregatter, så de blev bestilt i England og Frankrig. Da det tyske kejserrige blev dannet i 1871 fulgte de med over i den kejserlige flåde. Skibet var opkaldt efter kong Wilhelm af Preussens nevø Friedrich Carl.

## Konstruktionen
Skibet blev bestilt i Frankrig i 1866 og bygget på Societé Nouvelles des Forges et Chantiers La Seyne i Toulon efter værftets egne tegninger. Det var et solidt jernskib, der præsterede mange års tjeneste. Oprindeligt var det planlagt med 26 styk 72-punds kanoner. Udviklingen i artilleriet betød, at man i stedet valgte at udstyre det med 16 kraftige 21 cm kanoner, hvoraf de 14 stod i bredsiden (med syv i hver side) mens de sidste to var anbragt henholdsvis for og agter. Som de fleste af tidens øvrige panserskibe var det udstyret med vædderstævn. Friedrich Carl blev afleveret fra værftet i oktober 1867 og blev dermed det andet store tyske panserskib. Maskineriet var bestilt til at præstere 13 knob, og på prøveturen nåede skibet op på 13,5 knob.

## Tjeneste
Friedrich Carl kom allerede på hjemturen fra Middelhavet til Tyskland ud i hårdt vejr for første gang, og mistede to af sine master under en storm i Biscayabugten. I 1869 var de tre tyske panserskibe Fridrich Carl, König Wilhelm og Kronprinz for første gang sammen på øvelsessejlads i Østersøen. I 1870 var de tre skibe på et længere togt, og anløb blandt andet Azorerne. Eskadren blev ledet af flådechefen prins Adalbert, der var sønnesøn af den preussiske kong Frederik Wilhelm 2. Da der midt under turen kom melding om, at det trak op til krig mellem de tyske stater og Frankrig, måtte eskadren haste hjem, for ikke at møde den langt større franske flåde. Eskadren var tilbage i flådebasen ved Wilhelmshaven den 16. juli 1870 – tre dagen før krigen brød ud – og Friedrich Carl deltog ikke i den stærkt begrænsede maritime del af krigen.
I september 1872 stod Friedrich Carl sammen med korvetten Elisabeth og kanonbåden Albatross ud på en jordomsejling, der varede tre år. Da de nåede Karibien, sluttede korvetterne Vineta og Gazelle sig til eskadren.
I 1895 ophørte tjenesten som krigsskib. Kanonerne blev fjernet, og Friedrich Carl blev de følgende år brugt som forsøgsskib ved torpedotjenesten. I 1902 blev skibet omklassificeret til havneskib, og navnet blev ændret til Neptun, så det gamle navn kunne genanvendes til en panserkrydser. I 1905 blev det gamle skib slettet af flådelisten, og året efter blev det solgt og ophugget.